# Sent Pau de Laubreçac
Sent Pau de Laubreçac (en francès Saint-Paul-de-Loubressac) és un municipi francès situat al departament de l'Òlt i a la regió d'Occitània.

## Demografia
| 1962                                       | 1968 | 1975 | 1982 | 1990 | 1999 | 2007 |
| ------------------------------------------ | ---- | ---- | ---- | ---- | ---- | ---- |
| 350                                        | 364  | 362  | 380  | 423  | 430  | 516  |
| Des de 1962: població sense dobles comptes |      |      |      |      |      |      |

## Administració
| Període   | Identitat         | Partit        |
| --------- | ----------------- | ------------- |
| 1900-1904 | Antonin Lacaze    |               |
| 1904-1938 | Louis Lacaze      |               |
| 1938-1944 | Bernard Lacaze    |               |
| 1944-1945 | François Hébrard  |               |
| 1945-1947 | Louis Cammas      |               |
| 1947-1951 | Sylvain Fourniols |               |
| 1951-1965 | Paul Pélissié     |               |
| 1965-1971 | Camille Gisbert   |               |
| 1971-2008 | Roger Gisbert     | PS            |
| 2001-     | Jacques Perié     | Divers gauche |